# نهار شيشاني
نهار شيشاني هي عملة لم يتم تداولها في جمهورية الشيشان إشكيريا المستقلة بين 1991 و2007، طبعت أوراق بنكية من فئة: 1، 3، 5، 10، 50، 100، 500 و1000 نهار شيشاني في المملكة المتحدة سنة 1994 ولكن مع تأريخ سنة 1995، بقيت هذه العملة في أدراج البنك المركزي قبل أن يقوم الجيش الروسي بإتلافها.